# Denisse de Kalafe
Denisse de Kalafe  (algunos autores escriben Kalaffe; Ponta Grossa, Paraná; 1949) es una cantautora brasileñomexicana.

## Biografía
El nombre original de la artista fue Denise y ella agregó la segunda s en 2005 por recomendación de la numeróloga Aparecida Liberato.[cita requerida]
Al llegar a su patria de adopción en 1972 y habiéndose convertido rápidamente en brasicana (nombre que se asigna a los brasileños avecindados en México) fue apoyada artísticamente por Marco Antonio Muñiz y por sus compatriotas Roberto Carlos y el escritor Paulo Coelho. 
En 1969 participó en el I Festival Mundial de la Canción Latina, quedando en segundo lugar. Uno de sus temas clásicos, «El amor... cosa tan rara», le valió el primer premio del Festival OTI de 1978 y le hizo cobrar fama internacionalmente. Más tarde, en 1982, cobró nuevamente notoriedad al componer Señora, señora, en honor a su madre. Este tema es hasta la fecha muy cantado en ocasión al 10 de mayo, Día de las Madres en México y otros países.
Otros temas e interpretaciones que han cobrado fama y han ganado el favor del público hacia Denisse de Kalafe fueron El Asunto; Al revés y al derecho (que fue incluida en el álbum del mismo nombre y que le permitió ganar El Disco de Oro de 1983.
Participó exitosamente en los programas televisivos de Siempre en Domingo con Raúl Velasco y 24 Horas, con Jacobo Zabludovsky.
Denisse reside en Holbox, Quintana Roo, México, donde sigue componiendo canciones y es invitada a varios festejos que se realizan en el lugar.

## Discografía

### De Kalafe(1967)
1. "Cantiga de Jesuino" -  (Capiba - Ariano Suassuna)
2. "Canção do Meu Pranto" - (Arnaldo Saccomani)

### De Kalafe(1968)
1. "Faça Amor e não Guerra" - (Luiz Kalaf)
2. "Frases Brancas - (De Kalafe)

### D. Kalafe e sua turma(1969)
1. Bang Bang (My Baby Shot Me Down) - (Sonny Bono)
2. This Boy - (J. Lennon, P. McCartney)

### De Kalafe e a turma(1970)
1. Guerra - (Arnaldo Sacomani)
2. Mundo quadrado - (Arnaldo Sacomani)

### DeKalafe(1972)
1. Sí, sí, no, no - (Gloria Martín)
2. Así que fácil es - (Gloria Martín)
3. Aquarela do Brasil - (Ari Barroso)
4. Yo lo aprendí de ti - (Gloria Martín)
5. En un país de América del Sur - (Gloria Martín)
6. Mi mejor cantar - (Almir Stocker, Victor Martins)
7. Tengo una guitarra herida - (Gloria Martín)
8. Tierra - (Luis Arizmandi)
9. Viola enluarada - (Paulo Valle, vers. español: Gloria Martín)
10. Donde quedó tu primavera - (Gloria Martín)
11. Yemele - (Luis Carlos Viñas)
12. Canción latina - (Almir Stocker, Victor Martins)

### El porqué de mi canto(1976)
Todos los temas son de autoría de Denisse.
1. María de las flores
2. Hoy no sé quién soy
3. Tres porqués
4. El porqué de mi canto
5. Quisiera amigos
6. Desde mi palco
7. Amigo, tierno amante
8. Somos todos iguales
9. Momentos de mi vida
10. Hay que hacer algo

### Cuando hay amor... no hay pecado(1979)
Todos los temas son de autoría de Denisse.
1. El amor... cosa tan rara
2. De todo el universo
3. Carta a mi hermano
4. La vida no es un mar de rosas
5. Qué manera de entregarse
6. Cuando hay amor... no hay pecado
7. Temores
8. Por primera vez
9. Ni mártir, ni villano
10. Caminaré

### Denise(1980)
Con las excepciones marcadas abajo, todos los temas son de autoría de Denisse.
1. Tú
2. Encuentros - (Inspirada en Vinicius de Morais)
3. Por tus detalles
4. Sin viento a favor
5. Gota de agua - (Chico Buarque de Holanda, trad.: Denisse)
6. Tú me llevas por delante - (Rafael Pérez Botija)
7. Consejo
8. No estoy en ti - (Joaquín Torres)
9. Tengo una forma de amar - (René de Copeaud)
10. ¿Dónde vas, muchacho?

### Amar es(1981)
Todos los temas son de autoría de Denisse.
1. Alma primitiva
2. Como si nada
3. Maldito corazón
4. Señora, señora
5. Perdón, amiga
6. De carne y hueso
7. Se necesita
8. Amar es
9. Ansia loca
10. Y te olvidaré

### Al revés y al derecho(1983)
Con las excepciones marcadas abajo, todos los temas son de autoría exclusiva de Denisse.
1. Al revés y al derecho
2. Quiéreme más
3. Quisiera ser el viento
4. Óyeme
5. Mi fantasía eres tú
6. Rock del perro
7. Pena de verdad, qué pena
8. Yo te invito, mi amigo
9. Sin amenazas
10. No me dejes ir - (Denisse De Kalafe, Graciela Carballo)

### A quién corresponda(1985)
Todos los temas son de autoría de Denisse.
1. Pozo sin fondo
2. Sí, cuando te conocí
3. Más, quiero más
4. Cómo quisiera
5. Con el alma llena de amor
6. Quiero gritar
7. Amándote
8. Nada tiene importancia
9. Todo lo que sube baja
10. ¿Quién diría?

### Transparente(1986)
Todos los temas son de autoría de Denisse.
1. No, no, no
2. Nunca más
3. Baila, baila
4. ¿Qué culpa tengo yo?
5. Nada
6. Ni tú, ni yo
7. En todas las cabezas
8. De tanto bla, bla, bla
9. Una especie de calma
10. Algo mágico

### Mis 15 años en México(1987)
Con las excepciones marcadas abajo, todos los temas son de autoría exclusiva de Denisse.
1. Presentación
2. Quiero gritar
3. María de las flores
4. Quiéreme más
5. Popurrí a México (¡Viva México!, Canción mixteca, México lindo y querido) - (Pedro Galindo, López Alavez, Chucho Monge, Denisse de Kalafe)
6. Popurrí rock (Rock de la cárcel, Confidente de secundaria, La plaga, Diablo con vestido azul) - (Jerry Leiber, Mike Stoller, ???, Robert Blackwell, John Marascalco, Shorty Long, William "Mickey" Stevenson, Denisse De Kalafe)
7. Amándote
8. Señora, señora
9. El porqué de mi canto

### Luz azul(1988)
1. Cuando termina un amor - (Ricardo Cossiante, Denisse De Kalafe)
2. Ni edad, ni cordura - (Denisse De Kalafe)
3. Clavame el puñal - (Denisse De Kalafe)
4. Cuando nace un amor - (J. R. Flores, Miguel Blasco)
5. Stress - (G. Carballo, Lanzi, Denisse De Kalafe)
6. A un tris - (Denisse De Kalafe)
7. Llama por cobrar - (Amparo Rubín, Carlos Lara)
8. Azul - (Denisse De Kalafe)
9. Peligrosa - (Rita Lee, Nelsinho Mota, Roberto de Carvalho)
10. Sangre envenenada - (Amparo Rubín, Denisse de Kalafe)

### A ti que me diste tu vida(1991)
1. Señora, señora: versión sinfónica
2. Señora, señora: versión mariachi
3. Señora, señora: versión sinfónica en portugués
4. Señora, señora: versión mariachi en portugués

### A mi madre: Señora, señora(1999)
1. Señora, señora: versión balada pop
2. Señora, señora: versión ranchera
3. Señora, señora: versión grupera
4. Señora, señora: versión salsa
5. Señora, señora: versión norteña
6. Señora, señora: versión karaoke balada pop
7. Señora, señora: versión karaoke ranchera
8. Señora, señora: versión karaoke grupera
9. Señora, señora: versión karaoke salsa
10. Señora, señora: versión karaoke norteña

### Especialmente para ti(2004)
1. Señora Señora (Denisse De Kalafe)
2. Coincidir - (A. Escobar, Raúl Rodríguez)
3. Es la hora del amor - (Beatriz Paredes)
4. Ódiame (con Juan José Origel) - (Rafael Otero)
5. Donde - (Denisse De Kalafe)
6. De repente (con Toninho Ferragutti en acordeón) - (Denisse De Kalafe)
7. Te necesito - (Denisse De Kalafe)
8. San Miguel arcángel - (Liliana Felipe, Jesusa Rodríguez)
9. Olvidarte (con Fernando A. Costa en saxofón) - (Denisse De Kalafe)
10. Señora, señora (ranchero) - (Denisse de Kalafe)
11. Señora, señora (pista cante...canta) - (Denisse de Kalafe)

### Hacer y deshacer(2005)
Con las excepciones marcadas abajo, todos los temas son de autoría exclusiva de Denisse.
1. Que no me gane la soledad
2. Olvidarte
3. Ni contigo ni sin ti
4. Como un buen tequila
5. Te necesito
6. El asunto- (Denisse De Kalafe, con la colaboración de Pupis, M. Medina, Lynn y De Camargo)
7. Las Razones
8. Yo te invito mi amigo
9. El amor
10. Yo sé que te amaré - (Vinicius de Morais, Antonio Carlos Jobin)
11. Cariñosa
12. Alma, corazón y vida - (José Luis Garza Covarrubias)
13. A quién amar si no es a ti
14. Dónde

### Señora, señora(2005)
1. Señora, señora: versión balada pop
2. Señora, señora: versión ranchera
3. Señora, señora: versión salsa
4. Señora, señora: versión norteña
5. Señora, señora: versión karaoke balada pop
6. Señora, señora: versión karaoke ranchera
7. Señora, señora: versión karaoke salsa
8. Señora, señora: versión karaoke norteña

### Detalles(2012)
Un homenaje a Roberto Carlos. Disco 1 en español y disco 2 en portugués.
1. Emociones (Emoções)
2. Cama y mesa (Cama e mesa)
3. Detalles (Detalhes)
4. Cabalgata (Cavalgada)
5. Otra vez (fuiste tú) (Outra vez) (Você foi)
6. Propuesta (Proposta)
7. Cóncavo y convexo (Cóncavo e convexo)
8. La distancia (A distância)
9. Amigo
10. Amada amante
11. El progreso (O progresso)
12. Amiga (a dueto con María José)
13. Si el amor se va (Se o amor se vai)
14. Cómo es grande mi amor por ti (Como é grande o meu amor por você)

### Álbumes colaborativos
También participó en los siguientes álbumes colaborativos:
- Eterna Navidad (1986). Canción: Arre, borriquito - (Ricardo Boronat)
- Érase una vez (1988). Canción: La ciudad ideal - (Denisse de Kalafe)